# Thury-sous-Clermont
Thury-sous-Clermont ist eine französische Gemeinde mit 670 Einwohnern (Stand 1. Januar 2022) im Département Oise in der Region Hauts-de-France. Sie gehört zum Arrondissement Clermont, zur Communauté de communes Thelloise und zum Kanton Mouy.

## Geographie
Die Gemeinde Thury-sous-Clermont liegt am Südrand des Waldes Forêt domaniale de Hez-Froidmont in einem Seitental des Thérain, 17 Kilometer südöstlich von Beauvais und 16 Kilometer nordwestlich von Creil. Zu Thury-sous-Clermont gehört die Ortschaft Fillerval.

## Einwohner
| Jahr                       | 1962 | 1968 | 1975 | 1982 | 1990 | 1999 | 2006 | 2012 | 2021 |
| -------------------------- | ---- | ---- | ---- | ---- | ---- | ---- | ---- | ---- | ---- |
| Einwohner                  | 209  | 193  | 265  | 337  | 528  | 603  | 663  | 683  | 672  |
| Quellen: Cassini und INSEE |      |      |      |      |      |      |      |      |      |

## Sehenswürdigkeiten
- Kirche Saint-Médard, im 11. Jahrhundert begonnene Kirche auf kreuzförmigem Grundriss.
- Schloss Fillerval, ca. 1790, nach einem Brand in den 1950er Jahren restauriert. Eine ältere Burg wurde 1719 von Jacques Cassini (Cassini II) erworben und diente der Familie Cassini bis weit ins 19. Jahrhundert als Wohnsitz. Jean Dominique Comte de Cassini ließ das Bauwerk 1784 abreißen und an seiner Stelle das gegenwärtige Schloss Fillerval erbauen.[1] Der Garten ist im Vorinventar der bemerkenswerten Gärten eingetragen.[2]

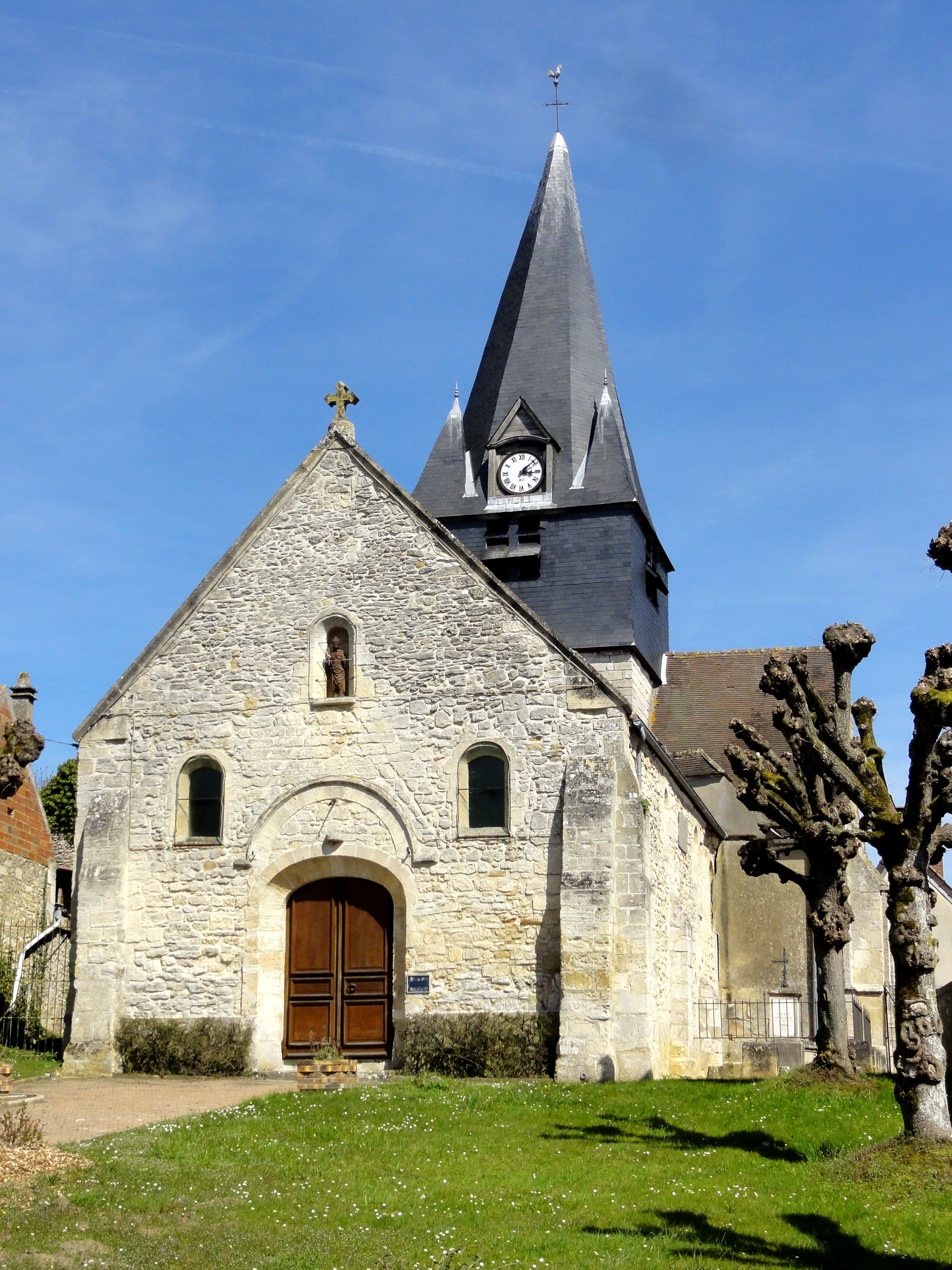
Kirche Saint-Médard
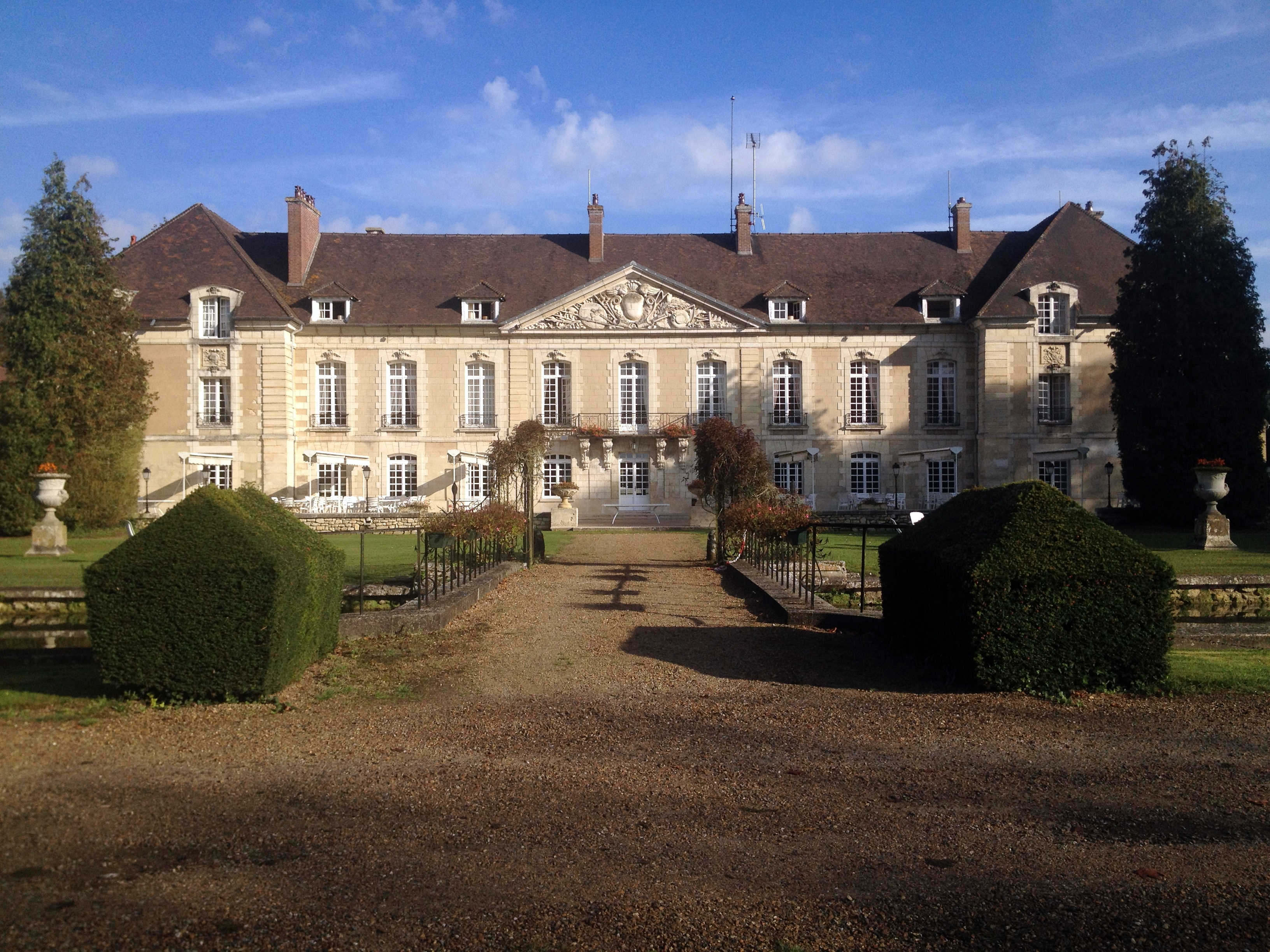
Schloss Fillerval
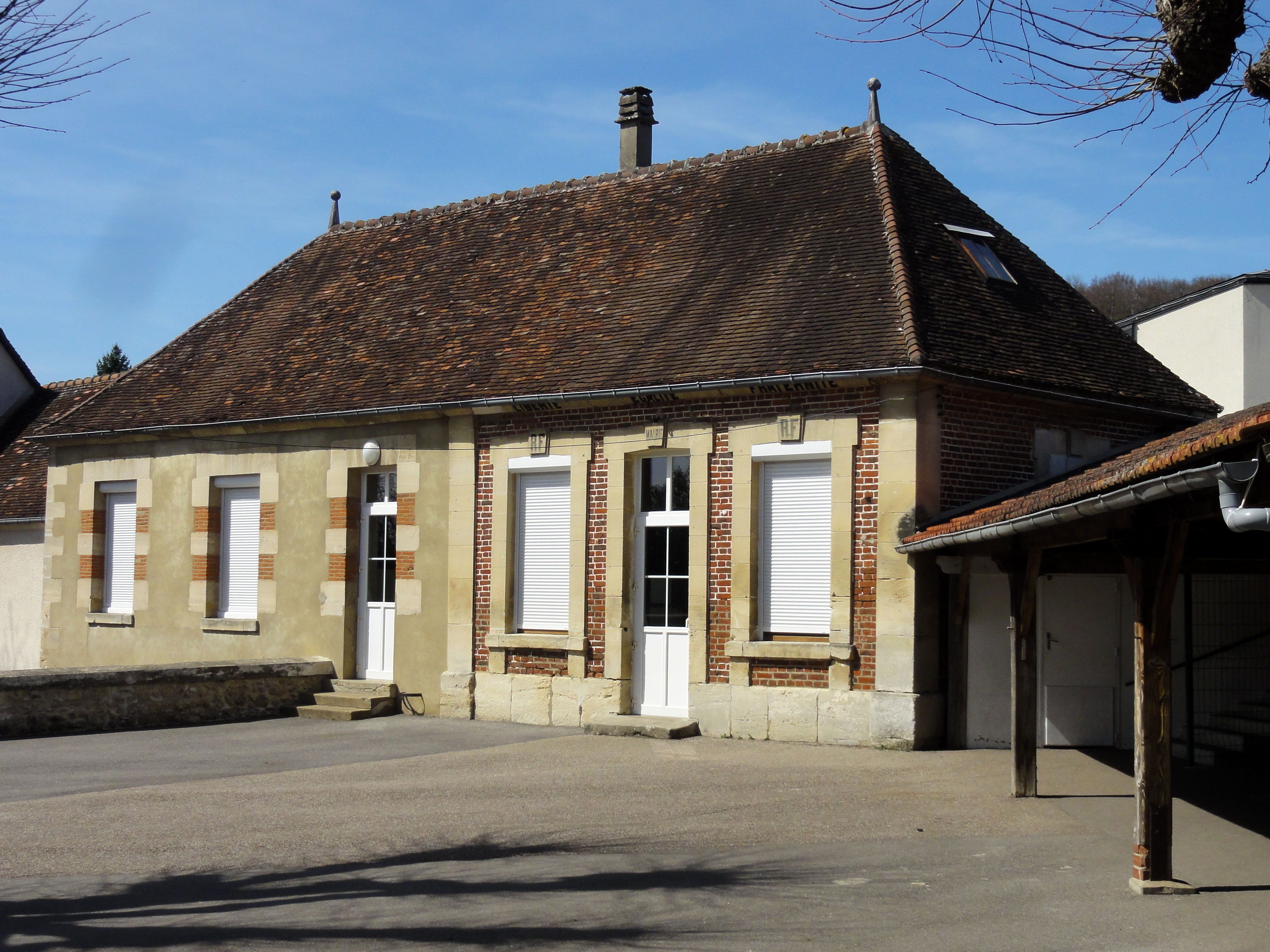
Ehemalige Mairie
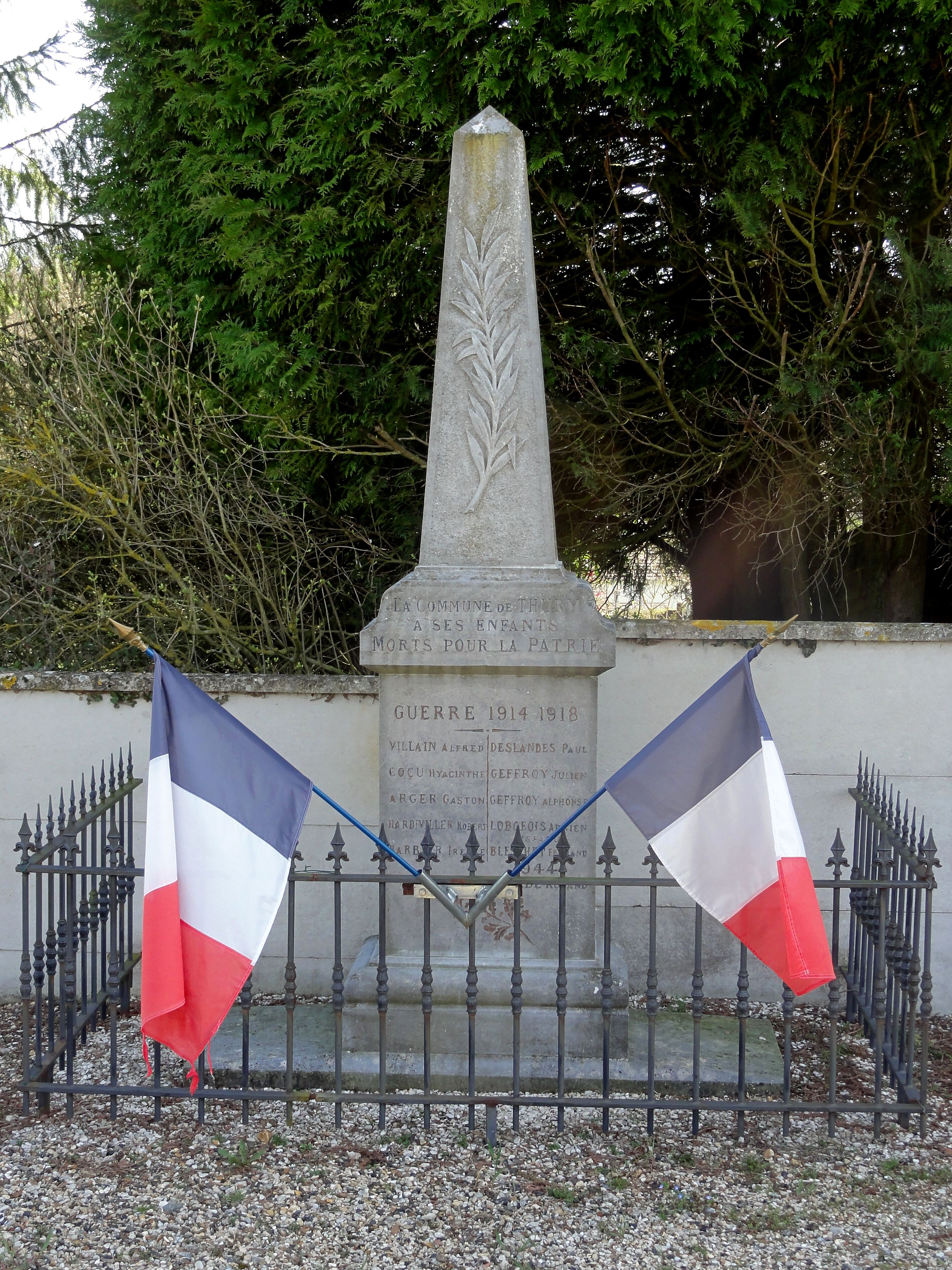
Gefallenendenkmal

## Persönlichkeiten
- Jacques Cassini (Cassini II) (1677–1756), Astronom, Geodät
- César François Cassini de Thury (Cassini III) (1714–1784), Astronom, Geodät, Kartograph
- Jean Dominique Comte de Cassini (Cassini IV) (1748–1845), Astronom, Geodät, Kartograph